# Paddi Edwards
Paddy Edwards (Bristol, 9 dicembre 1931 – Encino, 18 ottobre 1999) è stata un'attrice e doppiatrice britannica naturalizzata statunitense.

## Filmografia

### Cinema
- L'estate della Corvette (Corvette Summer) (1978)
- Escape to Love (1982)
- Halloween III - Il signore della notte (Halloween III: Season of the Witch) (1982)
- Essere o non essere (To Be or Not to Be) (1983)
- Ghostbusters - Acchiappafantasmi (Ghostbusters), regia di Ivan Reitman (1984)
- Blue City (1986)
- Scuola di hostess (Stewardess School) (1986)
- Mi arrendo... e i soldi? (Surrender) (1987)
- Caged Fear (1992)

### Televisione
- 87ª squadra (87th Precinct) – serie TV, un episodio (1962)
- Thriller – serie TV, episodio 2x30 (1962)
- Laverne & Shirley – serie TV, un episodio (1977)
- Rape and Marriage: The Rideout Case – film TV (1980)
- CHiPs – serie TV, 2 episodi (1980)
- Trapper John (Trapper John, M.D.) – serie TV, un episodio (1982)
- Crisis Counselor – serie TV, un episodio (1982)
- Life of the Party: The Story of Beatrice – film TV (1982)
- Vicini troppo vicini (Too Close for Comfort) – serie TV, 2 episodi (1981-1982)
- Bravo Dick (Newhart) – serie TV, un episodio (1983)
- Wait Till Your Mother Gets Home! – film TV (1983)
- I predatori dell'Idolo d'Oro (Tales of the Gold Monkey) – serie TV, un episodio (1983)
- Voyagers! – serie TV, un episodio (1983)
- Uno cucina, l'altro no (One Cooks, the Other Doesn't) – film TV (1983)
- Mai dire sì (Remington Steele) – serie TV, un episodio (1984)
- Fatal Vision – film TV (1984)
- La signora in giallo (Murder, She Wrote) – serie TV, episodi 1x00-1x06 (1984)
- Un detective dal Paradiso (It Came Upon the Midnight Clear), regia di Peter H. Hunt – film TV (1984)
- Patto di amore e di morte (Surviving) – film TV (1985)
- Under the Influence – film TV (1986)
- Top Secret (Scarecrow and Mrs. King) – serie TV, 2 episodi (1984-1986)
- Dallas – serie TV, un episodio (1987)
- The Last Fling – film TV (1987)
- Deadly Care – film TV (1987)
- Buck James – serie TV, un episodio (1987)
- I Married Dora – serie TV, un episodio (1987)
- Cin cin (Cheers) – serie TV, un episodio (1988)
- Secret Witness – film TV (1988)
- Star Trek: The Next Generation – serie TV, un episodio (1989)
- 227 – serie TV, un episodio (1989)
- Jackée – film TV (1989)
- Murphy Brown – serie TV, un episodio (1989)
- I Fanelli Boys (The Fanelli Boys) – serie TV, un episodio (1990)
- Una famiglia come tante (Life Goes On) – serie TV, un episodio (1990)
- Veronica Clare – serie TV, un episodio (1991)
- Giudice di notte (Night Court) – serie TV, 2 episodi (1991)
- Casualties of Love: The Long Island Lolita Story – film TV (1993)
- Sposati con figli (Married with Children) – serie TV, un episodio (1994)
- Edith Ann: Homeless Go Home – film TV (1994)
- Good Advice – serie TV, un episodio (1994)
- Phantom 2040 – serie TV, 2 episodi (1994)
- Ellen – serie TV, un episodio (1995)

### Doppiatrice
- La sirenetta (1989)
- Batman – serie TV, un episodio (1992)
- The Little Mermaid – serie TV, 2 episodi (1993)
- Aaahh!!! Real Monsters – serie TV, un episodio (1994)
- Hercules (1997)
- Hercules – serie TV, 2 episodi (1998)
- Timon e Pumbaa – serie TV, un episodio (1999)
- Pepper Ann – serie TV, un episodio (2000)

## Doppiatrici italiane
- Sandro Sardone ne La sirenetta
- Graziella Polesinanti in Hercules